# Flatulens
Flatulens är ett utsläpp av ofta illaluktande gaser ur analöppningen. Gasblandningen består till största del av kvävgas och koldioxid, men också antändningsbar vätgas och metangas. Flatulens uppstår då anus utsätts för tryck. Flatulens uppstår bland annat i tarmarna under jäsning av mat men orsakas också av svald luft. Det karakteristiska ljudet betingas av att ringmuskeln och i vissa fall även skinkorna vibrerar. Då flatulensen innehåller små mängder svavelhaltiga gaser, till exempel svavelväte och merkaptaner, upplevs lukten ofta som en odör.
I många kulturer uppfattas mänsklig flatulens i offentlig miljö som genant eller tabu. Fenomenet kan också, beroende på sammanhang, anses humoristiskt och ibland använder sig komiker av exempelvis så kallat pruttljud (ibland med hjälp av en pruttkudde) för att skapa komik. Vissa upplever detta enbart som dålig eller barnslig humor.

## Synonymer
Ett annat ord för flatulens är exempelvis väderspänning. I singularform kallas en gas från ändtarmen med folkliga och starkt vardagliga uttryck bl.a. prutt, fis, fjärt, mök, mjök eller brakskit, brakfis och brakare, när man släpper en kraftig sådan. En särskilt illaluktande gas kan i vissa fall kallas "äggmök", ett uttryck som syftar på lukten av svavelväte – en gas som påminner om ruttna ägg. Det finns också verb och olika uttryck som beskriver företeelsen, till exempel "att släppa sig" eller "att släppa väder".

## Vaginalflatulens
Flatulens från vagina kallas också garrulitas vaginæ eller flatus vulvæ. Mer vardagligt fittfis eller musprutt. Dessa kan uppstå när penis eller dildo förs in i slidan och det pressas med luft in. Det är denna luft som sedan pressas ut genom vaginaöppningen och ger upphov till det fisliknande ljudet. Det är dock inte en riktig fis, utan består av doftlös luft, och är helt naturligt.